# Fu Zhenghua

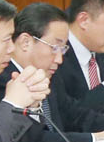
Fu Zhengua (9. November 2016)

Fu Zhenghua chinesisch 傅政華 / 傅政华, Pinyin Fù Zhènghuá; (* 13. März 1955 in Luanzhou, Hebei) ist ein chinesischer Politiker der Kommunistischen Partei Chinas (KPCh), der unter anderem von 2018 bis 2020 Justizminister im Staatsrat der Volksrepublik China war.

## Leben
Fu Zhenghua, der zum Han-Volk gehört, nahm nach dem Schulbesuch 1970 als Fünfzehnjähriger eine berufliche Tätigkeit auf. Im September 1973 wurde er Mitglied der Kommunistischen Partei Chinas (KPCh). Er absolvierte ein Studium an der Juristischen Fakultät der Unionsuniversität Peking und fand danach verschiedene Verwendungen in Amt für öffentliche Sicherheit von Peking. Er wurde schließlich im Februar 2010 Direktor des Amtes für öffentliche Sicherheit von Peking und bekleidete diese Funktion bis März 2015. Zugleich war er zwischen 2010 und 2013 auch Sekretär des Parteikomitees dieses Amtes sowie ferner in Personalunion auch stellvertretender Sekretär des Komitees für politische Wissenschaften und Recht des Parteikomitees von Peking. Fu leitete im Sommer 2013 die Korruptionsuntersuchung gegen den ehemaligen Minister für öffentliche Sicherheit und Mitglied des Ständigen Ausschusses des Politbüros der Kommunistischen Partei Chinas  Zhou Yongkang, der höchsten Parteifunktionär, der im Rahmen der Antikorruptionskampagne unter Xi Jinping gestürzt wurde. Er leitete auch eine Untersuchung gegen sogenannten „böswilligen Handel“, der den Börsencrash 2015 verursachte.
Im August 2013 wurde er außerdem Vize-Minister für Staatssicherheit und hatte dieses Amt bis März 2018 inne. Als Nachfolger von Liu Jinguo übernahm er 2015 auch den Posten als Leiter der Zentralen Führungsgruppe zur Handhabung des Irrlehrenproblems, des sogenannten „Büro 610“, das für die Koordination, Ausführung und Umsetzung der Verfolgung von Falun Gong zuständig ist. Auf dem XIX. Parteitag der KPCh (18. bis 25. Oktober 2017) wurde er zudem Mitglied des Zentralkomitees (ZK der KPCh).
Als Nachfolger von Zhang Jun übernahm Fu am 19. März 2018 das Amt als Justizminister im Staatsrat der Volksrepublik China. Am 29. April 2020 wurde er von Tang Yijun abgelöst, der seit 2017 Gouverneur von Liaoning war. Am 19. Mai 2020 wurde bekannt, dass er Mitglied des Nationalkomitees der Politischen Konsultativkonferenz des chinesischen Volkes (PKKCV) wird.
Am 2. Oktober 2021 meldete die Zentrale Disziplinarkommission der Kommunistischen Partei Chinas, dass Fu wegen schwerer disziplinarischer Vergehen und Verletzung nationaler Gesetze unter Untersuchung steht.
Am 22. September 2022 wurde er zum Tode mit Begnadigung verurteilt. Das bedeutet, dass seine Strafe eine lebenslange Haft ohne eine Möglichkeit auf Bewährung sein wird. Das Urteil kam, nachdem er sich der Annahme von Bestechungsgeldern schuldig bekannt hatte.